# پلی اکریلونیتریل

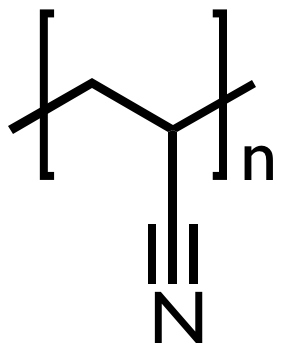

پلی اکریلونیتریل (PAN) که با نام پلی وینیل سیانید نیز شناخته می‌شود، یک رزین پلیمری آلی مصنوعی و نیمه کریستالی است که از تکرار منومر (C3H3N) به دست می‌آید. اگرچه ترموپلاستیک است، اما در شرایط عادی ذوب نمی‌شود و قبل از ذوب شدن شروع به تجزیه شدن می‌کند. اگر نرخ گرمایش ۵۰ درجه در دقیقه یا بیشتر باشد، می‌تواند در دمای بالای ۳۰۰ درجه سانتیگراد ذوب می‌شود.
تقریباً تمام رزین‌های پلی اکریلونیتریل، کوپلیمرهایی هستند که از مخلوط مونومرها با اکریلونیتریل به عنوان مونومر اصلی ترکیب ساخته شده‌اند. این یک پلیمر همه‌کاره است که برای تولید انواع زیادی از محصولات از جمله غشاهای اولترا فیلتراسیون و الیاف توخالی برای اسمز معکوس استفاده می‌شوند. الیاف پلی اکریلونیتریل پیش ساز شیمیایی فیبر کربن بسیار با کیفیت هستند. برای تولید این ماده ابتدا آن‌ها را به صورت حرارتی در هوا در دمای ۲۳۰ درجه سانتیگراد اکسید می‌کنند تا یک فیبر پلی اکریلونیتریل اکسید شده تشکیل شود و سپس در دمای بیش از ۱۰۰۰ درجه سانتیگراد در اتمسفر بی اثر کربن می‌شود تا الیاف کربن موجود در انواع کاربردهای روزانه با تکنولوژی بالا و معمول مانند هواپیماهای نظامی و غیرنظامی ساخته شود. موشک‌ها، موتورهای موشک سوخت جامد، مخازن تحت فشار، میله‌های ماهیگیری، راکت‌های تنیس و قاب دوچرخه از مواد ساخته شده به این روش هستند.

## تاریخچه
پلی اکریلونیتریل (PAN) اولین بار در سال ۱۹۳۰ توسط Hans Fikentscher و Claus Heuck سنتز شد. با این حال، از آنجایی که PAN غیرقابل ذوب است و در هیچ‌یک از حلال‌های صنعتی که در آن زمان استفاده می‌شد حل نشد، تحقیقات بیشتر در مورد این ماده متوقف شد. در سال ۱۹۳۱، هربرت راین، رئیس شیمی الیاف پلیمری در کارخانه Bitterfeld IG Farben، هنگام بازدید از کارگاه‌های Ludwigshafen نمونه ای از PAN به دست آورد. او دریافت که پیریدینیم بنزیل کلرید، یک مایع یونی، PAN را حل می‌کند.او اولین الیاف مبتنی بر PAN را در سال ۱۹۳۸ با استفاده از محلول‌های آبی چهارتایی آمونیوم سدیم تیوسیانات و پرکلرات آلومینیوم برای فرایند تولید استفاده کرد و برای آن حلال‌های دیگری از جمله DMF را در نظر گرفت. با این حال، معرفی تجاری به دلیل استرس‌های زمان جنگ، ناتوانی در ذوب پلیمر بدون تخریب، و نبود حلال‌هایی که امکان پردازش محلول را فراهم می‌کند، به تعویق افتاد. اولین تولید انبوه فیبر PAN در سال ۱۹۴۶ توسط شرکت شیمیایی آمریکایی DuPont انجام شد.

## مشخصات فیزیکی
پلی اکریلونیتریل، دمای انتقال شیشه ای حدود ۹۵ درجه سانتیگراد و دمای همجوشی در ۳۲۲ درجه سانتیگراد است. پلی اکریلونیتریل در حلال‌های قطبی مانند دی متیل فرمامید، دی متیل استامید، اتیلن و کربنات پروپیلن و در محلول‌های آبی مانند تیوسیانات سدیم، کلرید روی یا اسید نیتریک، محلول است.
این ماده دارای ثابت دی الکتریک ۵٫۵ (یک کیلوهرتز، ۲۵ درجه سانتی گراد) و ۴٫۲ (یک مگاهرتز، ۲۵ درجه سانتی گراد) می‌باشد و از دیگر ویژگی‌های فیزیکی آن می‌توان به رفتار همزمان آن مانند پلیمرهای خطی و شاخه ای اشاره کرد.

## سنتز
اکثر روش‌های تجاری برای سنتز PAN مبتنی بر پلیمریزاسیون رادیکال آزاد آکریلونیتریل هستند. پلیمریزاسیون آنیونی نیز می‌تواند برای سنتز PAN استفاده شود. برای کاربردهای نساجی از وزن مولکولی در محدوده ۴۰۰۰۰ تا ۷۰۰۰۰ استفاده می‌شود. برای تولید فیبر کربن وزن مولکولی بالاتری مورد نظر است.

## کارایی‌ها
هموپلیمرهای پلی اکریلونیتریل به عنوان الیاف در سیستم‌های تصفیه گاز داغ، سایبان‌های فضای باز، بادبان‌های قایق‌های تفریحی و بتن تقویت شده با الیاف استفاده می‌گردد. کوپلیمرهای حاوی پلی اکریلونیتریل اغلب به عنوان الیاف برای تولید لباس‌های بافتنی مانند جوراب و ژاکت و همچنین محصولات فضای بازمانند چادر و موارد مشابه استفاده می‌شود. اگر روی برچسب لباسی "acrylic" نوشته شده باشد، از مقداری کوپلیمر پلی اکریلونیتریل ساخته شده است. پلی اکریلونیتریل در سال ۱۹۴۲ در DuPont به الیاف تابیده شده تبدیل شد و با نام Orlon به بازار عرضه شد. اکریلونیتریل معمولاً به عنوان یک کومونومر با استایرن استفاده می‌شود، به عنوان مثال. پلاستیک‌های اکریلونیتریل، استایرن و آکریلات. برچسب زدن اقلام لباس با acrylic به این معنی است که پلیمر از حداقل ۸۵٪ اکریلونیتریل به عنوان مونومر تشکیل شده است. اکریلونیتریل یک کومونومر معمولی وینیل استات است که می‌توان آن را به راحتی در محلول چرخاند تا الیافی به دست آید که به اندازه کافی نرم شوند تا رنگ‌ها به آن نفوذ کنند. از مزایای استفاده از این اکریلیک‌ها می‌توان به ارزان بودن آنها در مقایسه با الیاف طبیعی، مقاومت بهتر در برابر نور خورشید و مقاومت برتر در برابر حمله شب‌پره‌ها اشاره کرد.

### فیبر کربن

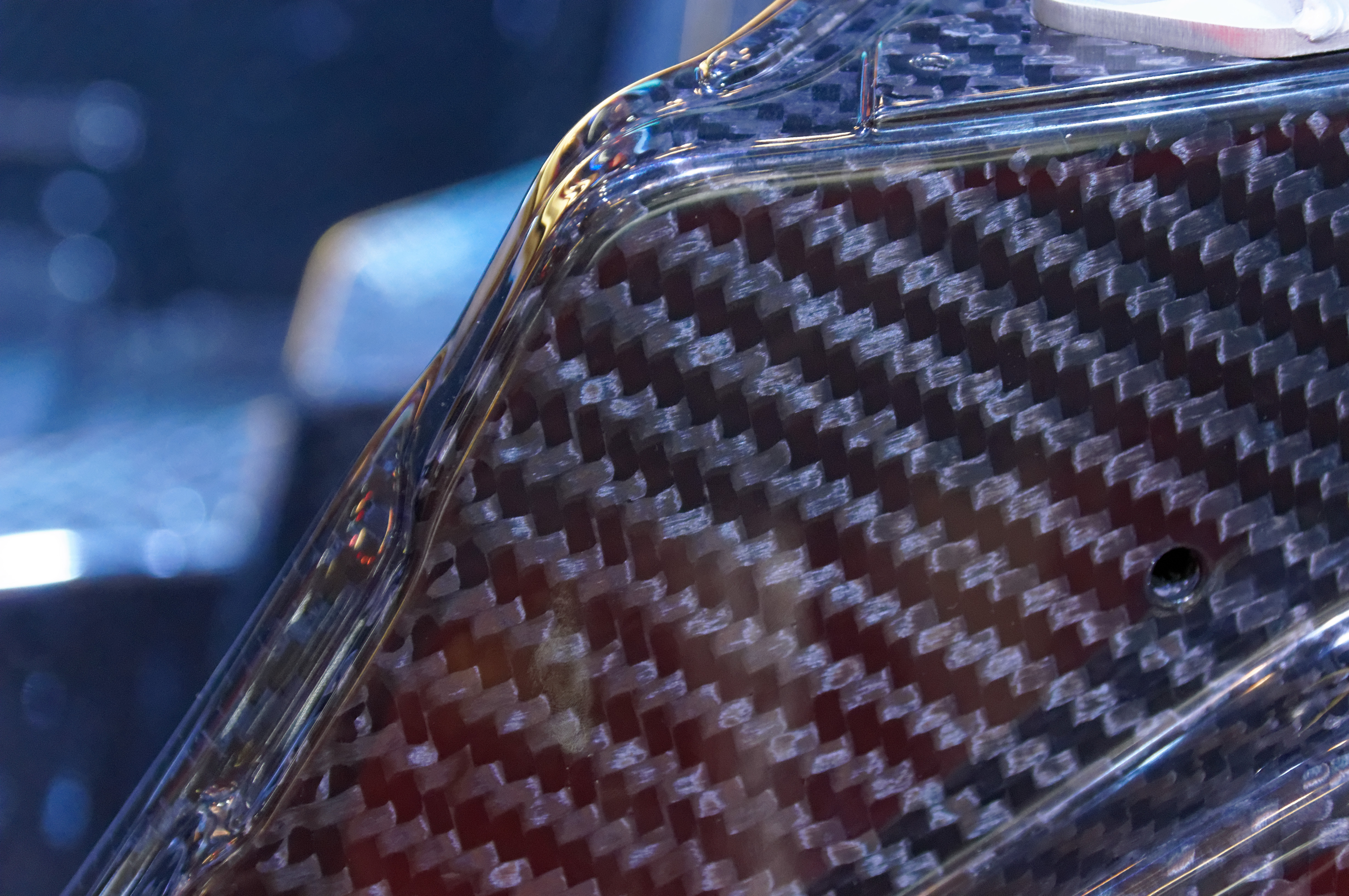

پلی اکریلونیتریل به عنوان پیش ساز ۹۰ درصد تولید فیبر کربن استفاده می‌شود. تقریباً ۲۰ تا ۲۵ درصد از بدنه‌های پهن بدنه بوئینگ و ایرباس از فیبر کربن تشکیل شده است. با این حال، این برنامه‌ها به دلیل قیمت بالای پلی اکریلونیتریل در حدود ۱۵ دلار در پوند است، محدود می‌شوند.

### کربن شیشه‌ای
کربن شیشه ای، یک ماده الکترود رایج در الکتروشیمی، با عملیات حرارتی بلوک‌های پلی اکریلونیتریل تحت فشار در دمای ۱۰۰۰ تا ۳۰۰۰ درجه سانتیگراد در یک دوره چند روزه ایجاد می‌شود. این فرایند اتم‌های غیر کربن را حذف می‌کند و یک ساختار پیوند دوگانه مزدوج با رسانایی عالی ایجاد می‌کند.

### الیاف پلی اکریلونیتریل اکسید شده
فیبر PAN اکسید شده برای تولید پارچه‌های ذاتاً مقاوم در برابر شعله (FR) استفاده می‌شود. معمولاً هنگامی که فیبر PAN در پارچه‌های FR برای پوشاک محافظ استفاده می‌شود، به آن OPF (الیاف پلی آکریلونیتریل اکسید شده) می‌گویند و یک کارایی بالا و مقرون به صرفه است. محلول مؤثر در برابر شعله و حرارت OPF را می‌توان یکی از پارچه‌های FR که به صورت تجاری تولید می‌شود در نظر گرفت زیرا دارای شاخص محدود کننده اکسیژن در محدوده ۴۵–۵۵٪ است که یکی از بالاترین محدوده‌های شاخص محدود کننده اکسیژن موجود در مقایسه با سایر پارچه‌های رایج FR است که شاخص محدود کننده اکسیژن کمتری دارند.

### پلیمر پشتیبان
پلی اکریلونیتریل به عنوان یک پلیمر متخلخل جاذب برای کاربردهای مختلف از جمله تبادل یونی برای پاکسازی زباله‌های هسته ای استفاده می‌شود. PAN در این مورد در یک حلال قطبی مانند DMSO همراه با جاذب مورد نظر و یک سورفکتانت حل می‌شود و سپس در آب ریخته می‌شود و در آنجا فرو می‌ریزد و دانه‌های مناسب برای استفاده در ستون را تشکیل می‌دهد.